# Рейндерс, Нико
Рейнир Йоханнес Мария (Нико) Рейндерс (нидерл. Reinier Johannes Maria "Nico" Rijnders; 30 июля 1947, Бреда, Северный Брабант — 16 марта 1976, Брюгге) — нидерландский футболист.

## Клубная карьера
Нико Рейндерс начал свою футбольную карьеру в юношеском клубе «Барони». В 1965 году Нико попал в клуб НАК из города Бреда. В НАКе Нико провёл три сезона, после которых перешёл в клуб «Гоу Эхед Иглз». Благодаря своей игре за «Гоу Эхед Иглз» Нико заслужил внимание одного из сильнейшего клуба Нидерландов амстердамского «Аякса», в который Нико перешёл в 1969 год. В своём первом сезоне Нико провёл 30 матчей и забил 2 мяча в чемпионате Нидерландов сезона 1969/1970, а также стал чемпионом Нидерландов и обладателем кубка Нидерландов. В 1971 году Рейндерс стал обладателем кубка Чемпионов, в финале «Аякс» одержал победу над греческим «Панатинаикос» со счётом 2:0. Всего за два сезона за «Аякс» Нико провёл 53 матча и забил 4 мяча.
В 1971 году Рейндерс отправился в Бельгию выступать за клуб «Брюгге». В своём первом сезоне в чемпионате Бельгии Нико провёл 30 матче и забил 2 мяча, а его клуб занял второе место в чемпионате Бельгии сезона 1971/1972. В сезоне 1972/1972 Нико провёл только 10 матчей за «Брюгге». Рейндерсу пришлось завершить свою футбольную карьеру из-за случившегося у него сердечного приступа. После вынужденного завершения футбольной карьеры Нико открыл свой спортивный магазин «Nico Rijnders Sport». 16 марта 1976 года Нико скончался в результате сердечного приступа в возрасте 28 лет. Его спортивный магазин, который располагается на побережье бельгийского курорта Кнокке-Хист, работает до сих пор.

## Карьера в сборной
В национальной сборной Нидерландов Нико дебютировал 16 апреля 1969 года в матче против сборной Чехословакии, который завершился победой нидерландцев со счётом 2:0. Всего Рейндерс провёл 8 матчей за сборную. Свой последний матч за сборную Нико провёл 11 ноября 1970 года против сборной Германии, завершившийся победой сборной Германии со счётом 1:0.

## Статистика

### Матчи Рейндерса за сборную Нидерландов
| Матчи Рейндерса за сборную Нидерландов | Матчи Рейндерса за сборную Нидерландов | Матчи Рейндерса за сборную Нидерландов | Матчи Рейндерса за сборную Нидерландов | Матчи Рейндерса за сборную Нидерландов | Матчи Рейндерса за сборную Нидерландов |
| -------------------------------------- | -------------------------------------- | -------------------------------------- | -------------------------------------- | -------------------------------------- | -------------------------------------- |
| №                                      | Дата                                   | Соперник                               | Счёт                                   | Голы Рейндерса                         | Соревнование                           |
| 1                                      | 16 апреля 1969                         | Чехословакия                           | 2:0                                    | —                                      | Товарищеский матч                      |
| 2                                      | 7 мая 1969                             | Польша                                 | 1:0                                    | —                                      | Чемпионат мира 1970 (отбор)            |
| 3                                      | 7 сентября 1969                        | Польша                                 | 1:2                                    | —                                      | Чемпионат мира 1970 (отбор)            |
| 4                                      | 22 октября 1969                        | Болгария                               | 1:1                                    | —                                      | Чемпионат мира 1970 (отбор)            |
| 5                                      | 5 ноября 1969                          | Англия                                 | 0:1                                    | —                                      | Товарищеский матч                      |
| 6                                      | 14 января 1970                         | Англия                                 | 0:0                                    | —                                      | Товарищеский матч                      |
| 7                                      | 11 октября 1970                        | Югославия                              | 1:1                                    | —                                      | Чемпионат Европы 1972 (отбор)          |
| 8                                      | 11 ноября 1970                         | ГДР                                    | 0:1                                    | —                                      | Чемпионат Европы 1972 (отбор)          |

Итого: 8 матчей / 0 голов; 2 победы, 3 ничьи, 3 поражения.

## Достижения
- Чемпион Нидерландов: 1970
- Обладатель Кубка Нидерландов: 1970
- Обладатель Кубка Чемпионов: 1971